# Anthophora lumbwana
Anthophora lumbwana är en biart som beskrevs av Cockerell 1946. Anthophora lumbwana ingår i släktet pälsbin, och familjen långtungebin. Inga underarter finns listade i Catalogue of Life.